# Ozarchaea platnicki
Ozarchaea platnicki är en spindelart som beskrevs av Rix 2006. Ozarchaea platnicki ingår i släktet Ozarchaea och familjen Pararchaeidae.
Artens utbredningsområde är Queensland. Inga underarter finns listade i Catalogue of Life.